# Скорост (филм)
„Скорост“ (на английски: Speed) е американски екшън филм от 1994 г. на режисьора Ян де Бонт.

## Сюжет
Психопат-терорист е напът да взриви сграда, като взима за заложници случайни граждани от Ел Ей в асансьор, който е обречен да пропадне в шахта. Благодарение на полицаите от спец-екипа Джак Тревън (Киану Рийвс) и Хари Темпъл (Джеф Даниелс) атаката на терориста – Хауърд Пейн (Денис Хопър) е преодоляна. По-късно той отново атакува като взима за заложници пътници в автобус и иска подкуп 3 млн. долара за да предотврати експлозията в него, но ако скоростта на автобуса достигне 50 km. в час и после падне под тази граница той ще се взриви. Джак Тревън разчита на една пътничка от автобуса – Ани (Сандра Бълок), която трябва да спазва условието и да управлява автобуса съпътствана от него. В един момент Джак открива скрита камера в автобуса и разбира за клопката на Хауърд, по този начин Джак успява да спаси пътниците от автобуса.

## Актьорски състав
| Актьор       | Роля               |
| ------------ | ------------------ |
| Киану Рийвс  | Джак Тревън        |
| Сандра Бълок | Ани                |
| Денис Хопър  | Хауърд Пейн        |
| Джо Мортън   | лейтенант Макмейън |
| Джеф Даниълс | Хари Темпъл        |
| Бет Грант    | Хелън              |

## Награди и номинации
На 67-ите награди Оскар, както и на наградите на БАФТА, печели в две от трите категории, в които е номиниран. На 21-вите награди Сатурн Сандра Бълок получава наградата за най-добра актриса, а филмът е номиниран още в категории „най-добър екшън, приключенски или трилър филм“ и „най-добра режисура“.
Американският филмов институт поставя филма на 99-о място в списъка „100 тръпки“.